# Клаймэт Пледж-арена
«Клаймэт Пледж-арена» (англ. Climate Pledge Arena) — многофункциональный спортивный комплекс в Сиэтле, Вашингтон. Расположен в деловой части города в развлекательном комплексе «Сиэтл Центр». Арена была построена в 1962 году и использовалась для проведения различных развлекательных мероприятий, таких как концерты, ледовые шоу, цирковые представления, а также для проведения рестлинг-шоу. 5 декабря 2018 года начался снос арены, на этом месте будет построена новая арена под предварительным названием «Сиэтл-Центр-Арена» (англ. Seattle Center Arena). Основная причина строительства новой арены — новый клуб НХЛ, который начал свои выступления в Сиэтле в сезоне 2021/22.
До 2018 года основными арендаторами арены являлись баскетбольная команда Университета Сиэтла и женский баскетбольный клуб «Сиэтл Шторм» из Женской национальной баскетбольной ассоциации. В прошлом на площадке «Ки-арены» свои домашние игры проводила баскетбольная команда «Сиэтл Суперсоникс» из Национальной баскетбольной ассоциации. Однако 2 июля 2008 года группа бизнесменов из Оклахома-Сити договорились с руководством города по которому клуб выкупил договор-аренды и переехал в Оклахома-Сити перед началом сезона НБА 2008/09.
С 2014 по 2017 год Valve Corporation проводила в «Ки-арене» чемпионаты по Dota 2 The International. В 2023 году турнир вновь вернётся на арену.
С 2021 года после реконструкции арены здесь выступает новый клуб НХЛ «Сиэтл Кракен». Также сюда вернулись команда ВНБА «Сиэтл Шторм» и баскетбольная «Сиэтл Редхокс» из NCAA.
В 2020 году компания Amazon приобрела права на название арены и дала ей имя Climate Pledge Arena. Climate Pledge — это инициатива Amazon по сокращению выброса углерода до 0 к 2040 году.